# シェレルプ・マリスタニー彗星
シェレルプ・マリスタニー彗星（英語: Comet Skjellerup-Maristany、仮符号:C/1927 X1）は1927年に非常に明るい姿をみせた彗星である。大彗星であり、日中でも観測でき、尾が40度角近く伸びたこともあった。
オーストラリアのアマチュア天文家・フランク・シェレルップが1927年12月3日に、アルゼンチンのEdmundo Maristany（イタリア語版）が12月6日にそれぞれ発見した。